# Phlyctaina irrigualis
Phlyctaina irrigualis är en fjärilsart som beskrevs av Heinrich Benno Möschler 1890. Phlyctaina irrigualis ingår i släktet Phlyctaina och familjen nattflyn. Inga underarter finns listade i Catalogue of Life.